# Hans Grieder
Hans Grieder (Basilea, 12 novembre 1901 – 31 ottobre 1995) è stato un ginnasta svizzero.

## Palmarès

### Olimpiadi
- Oro a Amsterdam 1928 nel concorso a squadre.
- Bronzo a Parigi 1924 nel concorso a squadre.